# هايوود يانسي ريدل
هايوود يانسي ريدل هو محامي وسياسي أمريكي، ولد في 20 يونيو 1834 في Van Buren, Tennessee ‏ في الولايات المتحدة، وتوفي في 28 مارس 1879 في لبنان في الولايات المتحدة. نشط حزبياً في الحزب الديمقراطي. وقد انتخب عضو مجلس النواب الأمريكي ‏.